# Pirogue (migrations maories)
Les pirogues des migrations maories sont les embarcations que les Maoris fabriquaient et utilisaient dans leurs explorations pour s'établir dans d'autres terres.
Diverses traditions maories racontent comment leurs ancêtres quittaient leur pays d'origine à bord de waka hourua, de grandes pirogues océaniques à double coque (waka). Certaines de ces traditions nomment une patrie appelée Hawaiki.
Parmi ceux-ci se trouve l'histoire de Kupe, qui s'est enfui avec Kuramarotini (en), l'épouse de Hoturapa (en), le propriétaire du grand canot Matahourua (en), que Kupe a assassiné. Pour échapper à la punition pour le meurtre, Kupe et Kura fuient à Matahourua et découvrent un pays qu'il appelle Aotearoa (« pays du long nuage blanc »). Il explore sa côte et tue le monstre marin Te Wheke-a-Muturangi, puis retourne finalement chez lui pour répandre la nouvelle de sa terre nouvellement découverte.
D'autres histoires de diverses tribus maories font état de migrations pour échapper à la famine, à la surpopulation et à la guerre. Ceux-ci sont fabriqués dans des pirogues légendaires, dont les plus connues sont Aotea (en), Te Arawa, Kurahaupō (en), Mātaatua (en), Tainui, Tākitimu (en) et Tokomaru (en). Diverses traditions nomment de nombreuses autres pirogues. Certains, dont l'Āraiteuru (en), sont bien connus ; d'autres, dont le Kirauta et les sacrés Arahura (en) et Mahangaatuamatua (en), sont peu connus. Plutôt que d’arriver au sein d’une seule flotte, les voyages se sont peut-être déroulés sur plusieurs siècles.

Routes de migration possibles des Polynésiens (vue des années 2010 utilisant la génétique et la datation au radiocarbone)

## Hypothèse de la «grande flotte»
Percy Smith pense que les traditions polynésiennes sont peut-être erronées dans les détails, mais qu'elles préservent des indices de vérité qui peuvent être récupérés en utilisant une méthode déjà bien établie pour les traditions hawaïennes par Abraham Fornander (en) (An Account of the Polynesian Race, 1878-1885). La méthode consiste à rechercher des éléments communs de tradition provenant de différentes sources et à les aligner sur les généalogies pour donner une chronologie des événements. Fornander, Smith et d'autres utilisent cette méthode pour reconstituer les migrations des Polynésiens et les retracer jusqu'à une prétendue ancienne patrie en Inde.
Smith utilise la méthode Fornander et combine des traditions disparates de diverses régions de Nouvelle-Zélande et d'autres régions de Polynésie, pour dériver l'hypothèse de la « Grande Flotte ». Grâce à un examen des généalogies de diverses tribus, il établit un ensemble de dates précises pour la Grande Flotte et les explorateurs que lui et d'autres postulent comme ayant ouvert la voie à la flotte.
Selon Te Ara : The Encyclopedia of New Zealand, « le récit de Smith est le suivant. En 750 de notre ère, l'explorateur polynésien Kupe découvre une Nouvelle-Zélande inhabitée. Puis, en 1000-1100 de notre ère, les explorateurs polynésiens Toi-te-huatahi (en) et Whātonga visitent la Nouvelle-Zélande et la trouvent habitée par un peuple primitif et nomade connu sous le nom de Moriori. Finalement, en 1350 de notre ère, une « grande flotte » de sept pirogues – Aotea (en), Te Arawa, Kurahaupō (en), Mātaatua (en), Tainui, Tākitimu (en) et Tokomaru (en) – quittent la région tahitienne à l'époque. Elles amènent le peuple nommé Maoris en Nouvelle-Zélande. C'était des tribus agricoles avancées et guerrières qui détruisent les Moriori.
Le scénario de la Grande Flotte est généralement accepté, parmi ses partisans, notamment le respecté ethnologue maori Te Rangi Hīroa (Sir Peter Buck), et il est enseigné dans les écoles néo-zélandaises. Cependant, il est effectivement déconstruit dans les années 1960 par l'ethnologue David Simmons (en), qui démontre que cette théorie découle d'une étude incomplète et aveugle des traditions maories, telles qu'elles sont enregistrées au XIXe siècle. Simmons suggère également que certaines de ces migrations pourraient en réalité avoir été des voyages à l'intérieur de la Nouvelle-Zélande.
L'historien Rāwiri Taonui, écrivant en 2005 pour Te Ara – l'Encyclopédie de Nouvelle-Zélande, accuse Smith de falsification : « La théorie de la Grande Flotte est le résultat d'une collaboration entre l'ethnologue du XIXe siècle S. Percy Smith et l'érudit maori Hoani Te Whatahoro Jury (en). Smith obtient des détails sur des lieux à Rarotonga et à Tahiti lors d'une visite en 1897, tandis que le jury fournit des informations sur les pirogues maories en Nouvelle-Zélande. Smith a ensuite recompilé ces données, combinant plusieurs traditions orales en de nouvelles. Leur travail commun est publié dans deux livres, dans lesquels Jury et Smith attribuent faussement une grande partie de leurs informations à deux tohunga du XIXe siècle, Moihi Te Mātorohanga et Nēpia Pōhūhū".
De plus, il est désormais admis que les Moriori sont une émanation isolée des Maoris qui se sont installés dans les îles Chatham vers 1 500 de notre ère.